# Monterrey
Monterrey er en by i det nordøstlige Mexico. Byen er hovedstaden i delstaten Nuevo León. Med sine 2 millioner indbyggere i kommunen og over 5 millioner indbyggere i storbyområdet er Monterrey Mexicos tredjemest folkerige by.
Byen er kendt for sin industri med produktion af blandt andet stål, cement, glas og øl. Industrigiganterne Cemex og Cervecería Cuauhtémoc Moctezuma holder til i Monterrey.